# Jean-Marc Birkholz

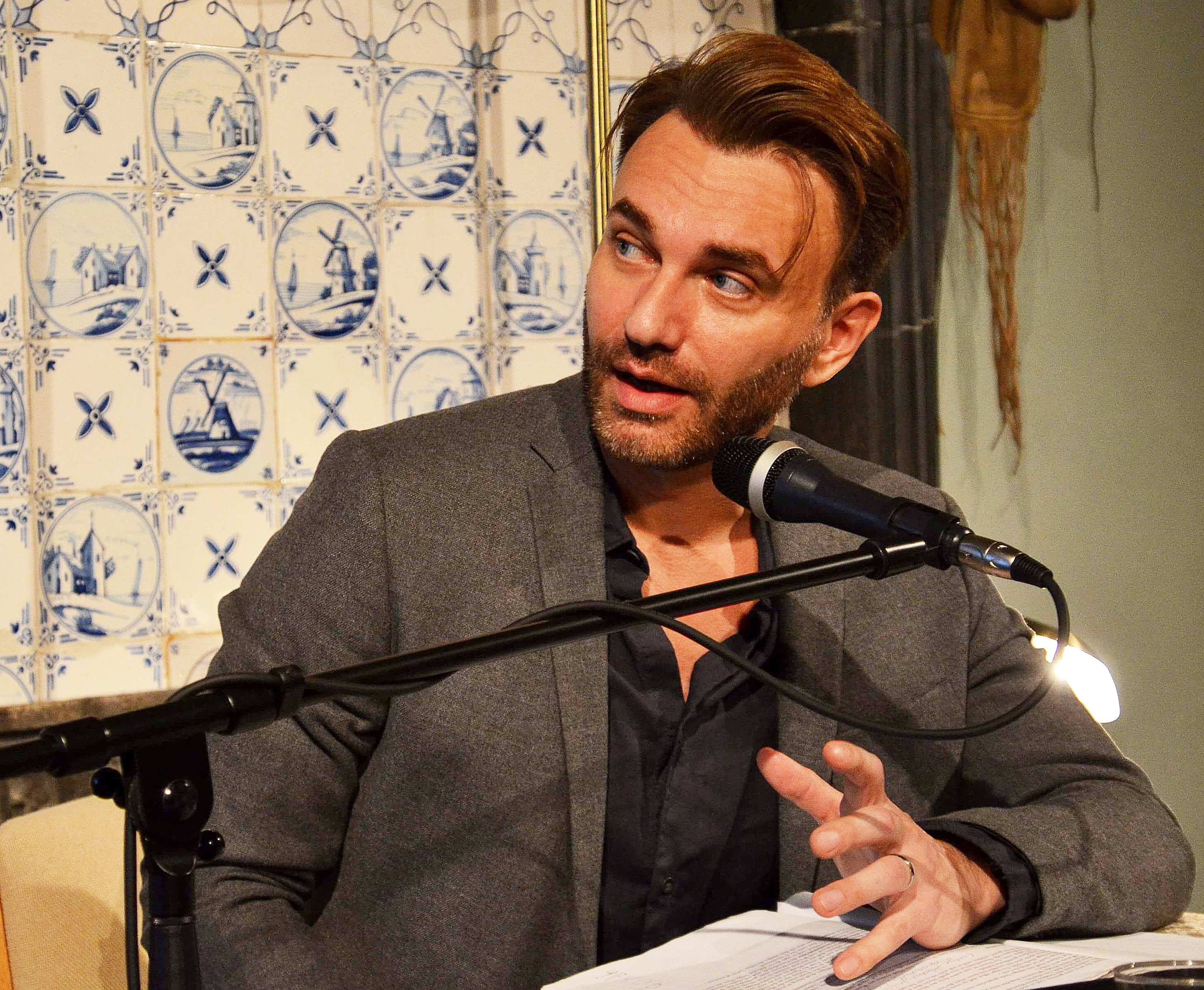
Jean-Marc Birkholz liest im Kloster Kamp 2018.

Jean-Marc Birkholz (* 7. Januar 1974 in Berlin) ist ein deutscher Schauspieler.

## Leben und Karriere

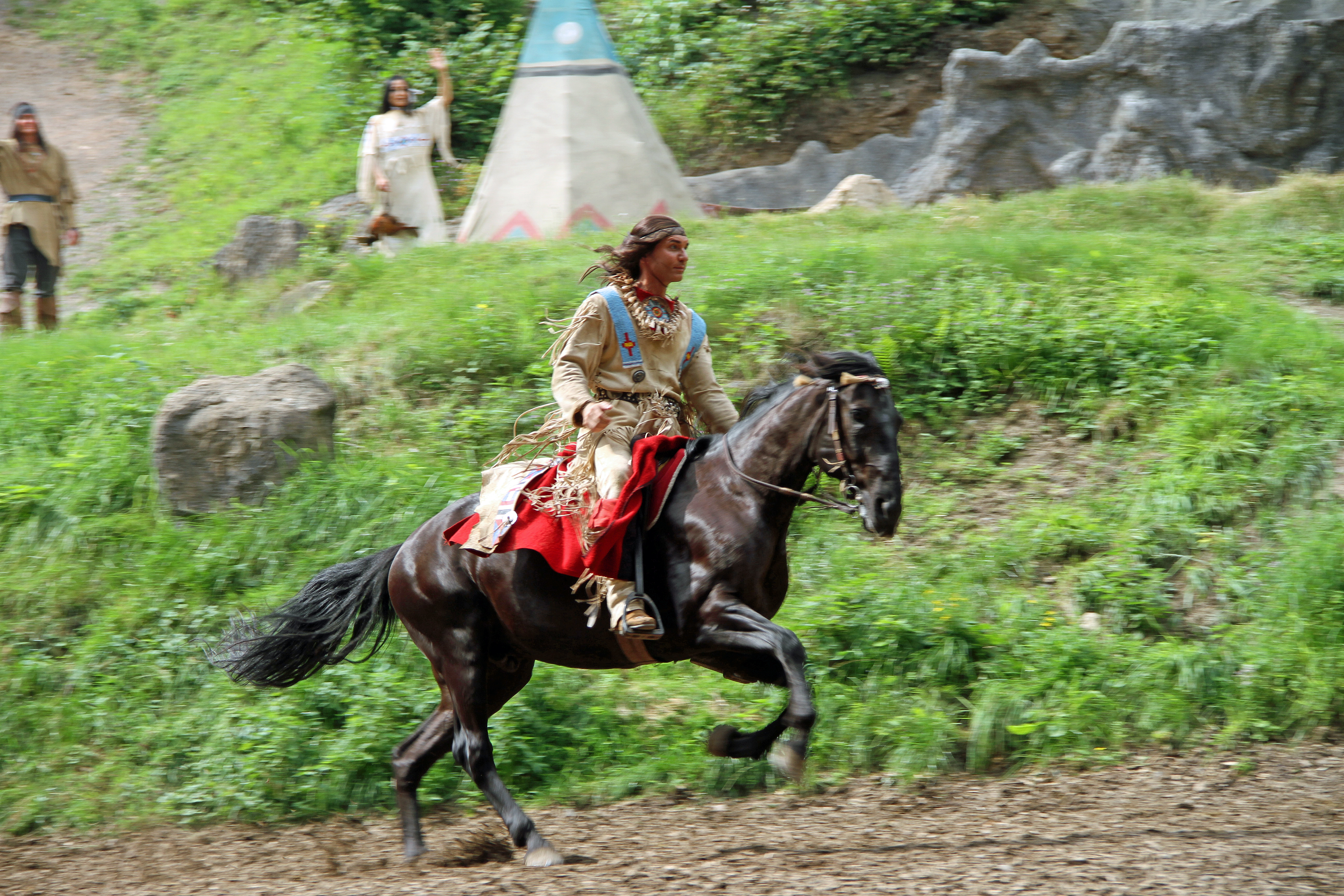
Jean-Marc Birkholz spielt seit mehr als zehn Spielzeiten den Winnetou beim Elspe Festival

Birkholz wuchs in Berlin-Friedrichshain auf und machte 1999 seinen Abschluss an der Berliner Fritz Kirchhoff-Schauspielschule „Der Kreis“. Im Anschluss nahm er ein Theaterengagement bei den Landesbühnen Sachsen an und ist seit 2007 freischaffend tätig.
Es folgen arbeiten für TV und Film, z. B. von 2005 bis 2007 in Verliebt in Berlin (TV), 2010 in Connected by Time (Kino), 2012 in Spies must die (TV), 2017 in Sniper – Officer Smersh (TV) und 2018 in der russischen Serie Chernobyl (TV) sowie zuletzt in den Filmen Enemy Lines (2020, Kino) und Liberté (2020, Kino).
Birkholz ist auch als Sprecher und Synchronsprecher tätig. Er wirkte in diversen Hörspielproduktionen mit und lieh unter anderem der Figur Carlos aus der Fernsehserie Prinzessin Lillifee seine Stimme. Seit 2017 singt er den Part des Ritter Rost in der gleichnamigen Kinderbuch- und Musicalreihe von Jörg Hilbert und Felix Janosa. Zudem las er für den Karl-May-Verlag zwei Romane aus Karl Mays Alterswerk ein.
Zudem tourt er mit Literaturlesungen durch Deutschland: Von 2013 bis 2019 las er gemeinsam mit Radost Bokel aus Michael Endes Märchenroman Momo, aktuell ist er unter anderem mit einer Winnetou-Lesung unterwegs.
Auf Freilichtbühnen ist Birkholz für seine Darstellung von Karl Mays Roman-Figur Winnetou bekannt, die er 2001 bis 2006 auf der Felsenbühne Rathen verkörperte und seit 2012 bei den Karl-May-Festspielen in Elspe spielt.
Seit 2018 ist er mit der belarussischen Schauspielerin Valentina Gartsueva verheiratet.

## Filmografie (Auswahl)
- 2005–2007: Verliebt in Berlin (Sat.1-Telenovela)
- 2006: Das Verhör, adhoc Film, Regie: Rafael Kühn (Kino)
- 2008: Gute Zeiten, schlechte Zeiten (RTL-Fernsehserie)
- 2009: Connected by Time, Mallory Film, Regie: Alexey Kolmogorov (Kinospielfilm)
- 2010: Auch das noch! (mdr Comedyserie)
- 2010: Siebenstein – Teddy ist weg! (ZDF/KiKA-Fernsehserie)
- 2011: Polizeiruf 110 – Raubvögel (ARD/mdr-Fernsehfilm)
- 2012: SMERSH Spies Must Die – The Foxhole, Star Media, Regie: Alexander Daruga (TV-Mehrteiler)[5]
- 2015: SOKO Leipzig – Wem gehört die Stadt (ZDF-Fernsehserie)
- 2017: Sniper – Offizier Smersh, New Art Cinema Production, Regie: Aleksey Muradov (TV-Mehrteiler)
- 2018: Chernobyl, Amalgama Studio/NTV, Regie: Aleksey Muradov (TV)
- 2019: Enemy Lines, Happy Hour Films/Principal Film, Regie: Anders Banke (Kinospielfilm)
- 2019: Zoya, TPO Studio n. a. M. Gorky JSC, Regie: Leonid Plyaskin (Kinospielfilm)

## Theater (Auswahl)

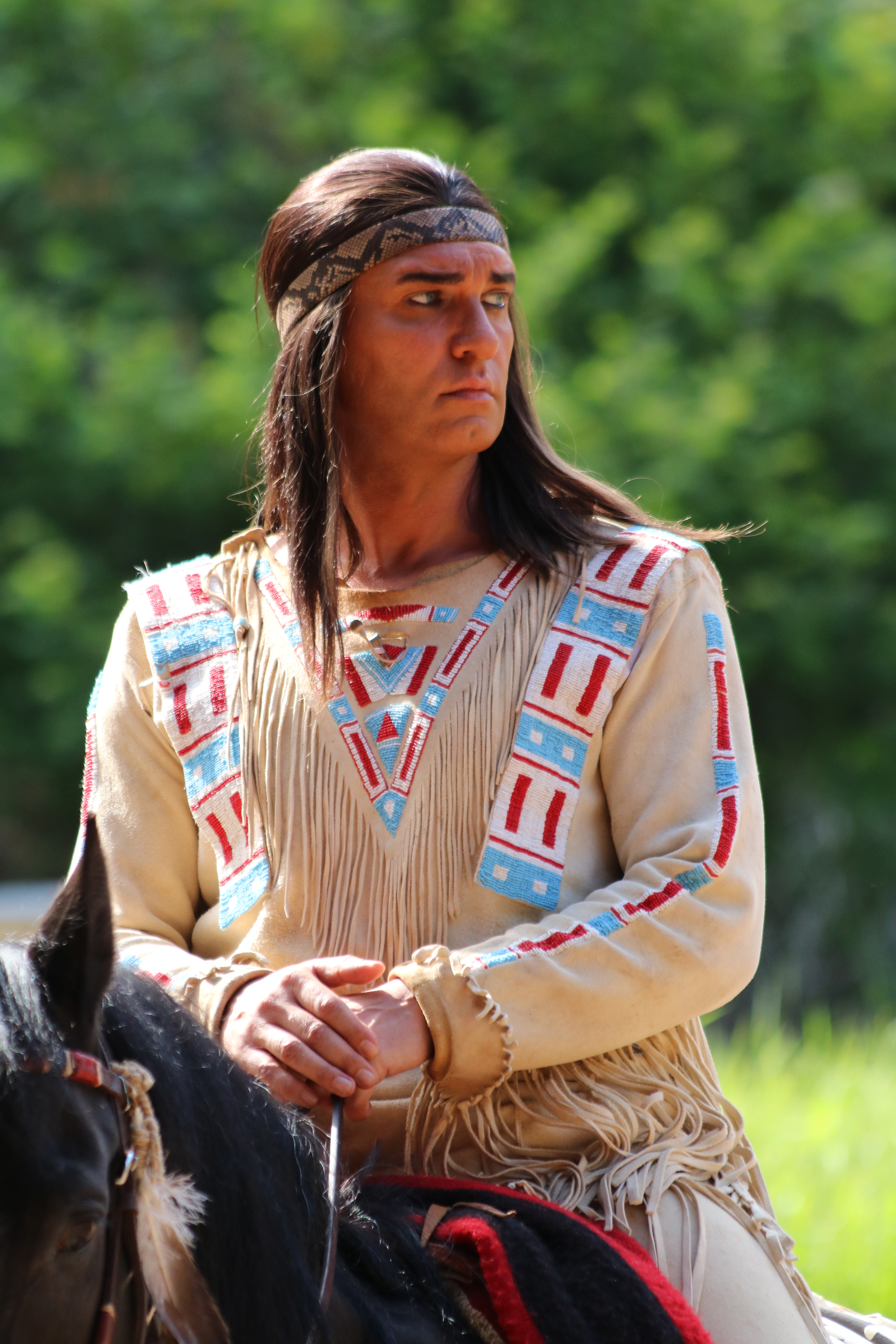
Jean-Marc Birkholz als Winnetou (Elspe Festival 2019)

- 1999–2006: Landesbühnen Sachsen, u. a. als Micha in Sonnenallee und Winnetou auf der Felsenbühne Rathen
- 2011: Comödie Dresden als Giles Ralston in Die Mausefalle
- 2018: Comédie Soleil Werder/Havel als Big Brother in 1984
- seit 2008: Elspe Festival, in diversen Rollen (2008–2011), als Aladin im Musical Aladin und die Wunderlampe (2010) und als Winnetou (seit 2012)

## Sprecher (Auswahl)
- Hörspiele/-bücher
  - Ritter Rost in den gleichnamigen Musical-Büchern (Hilbert/Janosa, ab 2017)
  - diverse Rollen in Die Taschenuhr des Anderen (May/Anders, 2008)
  - Hörbücher Ardistan (Karl May, 2021) und Der Mir von Dschinnistan (Karl May, 2022)
- TV-Sprecher
  - Schnitzeljagd – Mit Christus um die Welt (KiKa, 2017)[6]
  - Oligarchenfrauen (arte, 2015)
  - Mobilfunkstrahlung – Gekaufte Wissenschaft (arte)
  - Off-Stimme in der Spielshow Ruck Zuck (RTL, 2016/2017)
- Synchronsprecher
  - Frosch Carlos in der Zeichentrickserie Prinzessin Lillifee (Kika, 2017)
- Werbe- und Imagefilme:
  - Targobank, Big Brother TV, foxem.net u. a.